# 足利成氏
足利 成氏（あしかが しげうじ）は、室町時代から戦国時代の武将。第5代鎌倉公方（1449年 - 1455年）、初代古河公方（1455年 - 1497年）。父は永享の乱で敗死した第4代鎌倉公方足利持氏。鎌倉公方就任時期は文安4年（1447年）とする説も有力。
父持氏と同様、鎌倉公方の補佐役である関東管領及び室町幕府と対立したが、持氏と異なり、約30年間の享徳の乱を最後まで戦い抜き、関東における戦国時代の幕を開ける役割を担った。

## 生涯

### 幼少期
幼少期には曖昧な点が多い。幼名は永寿王丸（永寿丸）とする解説が多いが、万寿王丸とする百瀬今朝雄の説が近年は支持されている。
生年に関しても、永享6年（1434年）あるいは永享10年（1438年）とする解説が混在する。現在広く用いられている解説を整理すると、主に次の2つになる。
一つ目の説では、嘉吉元年（1441年）の結城合戦にて、安王丸・春王丸の他にも持氏遺児の4歳の童が捕えられたが、京都への連行中に第6代将軍足利義教が暗殺された（嘉吉の乱）ため、処分が実行されず、幸運にも生き延びた（『建内記』）。この4歳の童を成氏とみなす。逆算すると生年は永享10年となる。その後、宝徳元年（1449年）8月に、京都の土岐持益邸にいた持氏の遺児が鎌倉に向け出立（『草根集』）し、鎌倉公方となったとする。
百瀬今朝雄は以上の通説を再検証し、宝徳元年8月に京都から鎌倉に向けて発った人は、成氏ではなく弟の尊敒であるとした。佐藤博信も、尊敒を定尊と見直しているが、成氏の弟とする点では同様の見解である。佐藤の見解は研究者の一定の支持を得ており、嘉吉の乱によって義教の息子（次男の義永と推測）を次期公方にする構想が白紙に戻った後、少なくても文安2年（1445年）頃までは定尊を次の公方に擁立する幕府の方針であったとみられている。成氏本人は京都ではなく信濃から、文安2年（1445年）あるいは3年（1446年）に鎌倉に還御して鎌倉公方となり、宝徳元年6月から8月に元服したとする。佐藤はさらに、鎌倉公方就任を文安4年（1447年）3月、鎌倉帰還を同年8月27日と特定した。
百瀬以降の研究成果に従えば、幼年期の経歴は次の通り。成氏は第4代鎌倉公方足利持氏の男子として、永享6年頃に生まれた。成氏がまだ幼い永享11年（1439年）に、父持氏は関東管領上杉憲実・6代将軍足利義教と対立した結果、兄の義久と共に敗死（永享の乱）し、鎌倉公方は廃止された。その後、成氏は信濃佐久郡の大井持光の元で養われる。
同12年（1440年）3月に結城合戦が始まり、嘉吉元年4月に下総結城城が陥落した時に、持氏遺児の安王丸・春王丸・成氏の弟の3人が捕えられたが、成氏本人は戦場にはいなかった。この時、兄の安王丸・春王丸は殺された。やがて、成氏は文安4年3月に鎌倉公方となり、8月に信濃から鎌倉に帰還した。後に宝徳元年に元服、すなわち、6月頃に8代将軍足利義成（後の義政）の偏諱（「成」の一字）を与えられて「成氏」という名が決まり、8月27日に左馬頭に任じられ、同時に従五位下に叙された。なお、足利義成の諱は文安3年段階で決定されていたが、文安6年4月の元服までは公的な場所では使えなかったために下位の者に偏諱として与えることが出来なかった。こうした事情から成氏の元服は義成の元服後と決定されたと推定される（ただし、成氏の元服を行われた日については文安6年8月27日以前ということしか判明していない）。
なお近年、長塚孝は『簗田家譜』に簗田助良（満助）の姪として登場する「養寿（よす）」という女性が成氏の母であったとする説を提示している。また、簗田一族の簗田景助が安王丸の代官を務めている事実も指摘して、『古河公方系図』が記載している春王丸の母を簗田河内守の娘とする記述を誤記であるとして、河内守＝助良（満助）の姪が安王丸と成氏の母であり、逸名の持氏正妻の実子・義久の自害後、奉公衆簗田氏が生んだ安王丸が結城合戦の主将に擁立され（春王丸の実際の母親は奉公衆以下の家格出身の中臈もしくは下臈と推測）、安王丸が春王丸と共に殺害されると残された持氏の子でもっとも母親の出自が高かった成氏が持氏の後継者として擁立されたと推測している。

### 鎌倉府再興（第5代鎌倉公方）
永享の乱の際に鎌倉府は滅亡したが、嘉吉元年に将軍足利義教が暗殺された（嘉吉の乱）後、鎌倉府再興の運動が開始された。越後守護の上杉房朝や関東諸士から室町幕府への働きかけ（『鎌倉大草紙』）、あるいは上杉氏一門、家老から幕府への働きかけ（『永享記』）、幕府管領の畠山持国の支持などの結果、文安6年（または宝徳元年）に鎌倉府再興が承認される。持氏の遺児の成氏は信濃の大井持光（または京都の土岐持益）の元から、新たな鎌倉公方として鎌倉に帰還した。
嘉吉の乱の後、すぐに次期鎌倉公方に対する方針が定まらなかった背景として、幕府の意向は成氏の弟（定尊）を立てる考えであったが、鎌倉府再興の運動（後述）を主導した東国諸士が成氏を再興の旗頭にしたためにどちらに継がせるかで意見の一致を見なかったこと、幕府が上杉憲実の関東管領復帰を諦めきれずに説得を続けていたこと（最終的に断念に至る）、何よりも幕府内部の政治的混乱で決定の先送りがされたことがあったとみられている。
まだ年若い成氏は、鎌倉府再興のために運動した持氏旧臣や持氏方諸豪族、及び結果的には持氏を殺した上杉氏など、利害が相反する人々の間に置かれることになった。
新しい鎌倉府では、鎌倉公方に成氏、その補佐役の関東管領に山内上杉家の上杉憲忠（上杉憲実の嫡男）が就任した。

### 江の島合戦
鎌倉府再興後も、成氏の元に集まった旧持氏方の武将・豪族等と、山内・扇谷上杉家の両上杉氏との緊張関係は改善されなかった。宝徳2年（1450年）4月には、山内上杉家家宰の長尾景仲及び景仲の婿で扇谷上杉家家宰の太田資清が成氏を襲撃する事件（江の島合戦）が発生する。成氏は鎌倉から江の島に避難し、小山持政・千葉胤将・小田持家・宇都宮等綱らの活躍により、長尾・太田連合軍を退けた。なお、この時上杉方の一部も成氏に加勢している。従って、この襲撃は長尾・太田両氏が主導したが、上杉氏の本意ではなかったと考えられる。
難を逃れた成氏は、上杉憲実の弟である重方（道悦）の調停により、合戦に参加した扇谷上杉持朝らを宥免したが、長尾景仲・太田資清との対決姿勢は崩さず、両者の処分を幕府に訴えた。幕府管領畠山持国は成氏の求めに応じて、上杉憲実・憲忠に対して、鎌倉帰参を命じ、関東諸士及び山内上杉家分国の武蔵・上野の中小武士に対して成氏への忠節を命じた。また、江の島合戦の成氏側戦功者への感状を取り計らうなどしたが、長尾・太田両氏への処罰はあいまいにされた。結局、成氏自身は8月4日に鎌倉へ戻り（『喜連川判鑑』）、上杉憲忠は10月頃に関東管領として鎌倉に帰参した（『鎌倉大草紙』）。

### 鎌倉公方の動揺
同じ宝徳2年、成氏は鎌倉に戻った後に代始めの徳政を行った。例えば、9月と10月に鶴岡八幡宮寺少別当が売却した土地を返却させている。関東諸国に向けて、新しい鎌倉公方の権威を誇示する目的であったと考えられる。
宝徳3年（1451年）、成氏は従四位下左兵衛督に昇進した（『喜連川判鑑』など）。
享徳元年（1452年）、室町幕府の管領が畠山持国から細川勝元に替わった。勝元は鎌倉公方に対して厳しい姿勢をとり、関東管領の取次がない書状は受け取らないと言い渡した。関東管領を通じて、再び幕府が関東を直接統治する意思を示したものである。

### 享徳の乱勃発（成氏の攻勢）
享徳3年12月27日（1455年1月15日）に、成氏は関東管領上杉憲忠を御所に呼び寄せて謀殺した。京都では東国から事件の報せが届いた時、父を死に追いやった上杉氏への恨みが原因とみなされた（『康富記』）が、実際には鎌倉府内部の対立が大きな要因と考えられる。この憲忠謀殺をきっかけとして、以後約30年間に及ぶ享徳の乱が勃発する。
翌享徳4年正月に、成氏は上杉勢の長尾景仲・太田資清を追って鎌倉を進発した。正月廿一日（21日）・廿二日（22日）の武蔵分倍河原の戦いでは、上杉憲秋・扇谷上杉顕房を戦死させた。3月3日には、成氏は下総古河に到着しており、さらに各地を転戦する。敗れた上杉勢が常陸小栗城に立て籠もると、成氏はさらに攻め立てて、閏4月に小栗城を陥落させた（『鎌倉大草紙』）。

### 上杉勢反攻と古河移座（初代古河公方）
山内上杉家は、憲忠の弟・房顕を憲忠の後継とし、体制の立て直しを図った。室町幕府は上杉氏支援を決定し、享徳4年4月に後花園天皇から成氏追討の綸旨と御旗を得たために、成氏は朝敵となる。房顕は上野平井城に入り、越後上杉氏の援軍と小栗城の敗残兵が、下野天命（佐野市）・只木山に布陣した。成氏は6月24日に、天命・只木山の西にある現在の足利市に布陣して対抗したが、7月には小山に移動している。一方、駿河守護今川範忠は、上杉氏の援軍として4月3日に京都を発ち（『康富記』）、6月16日には鎌倉を制圧した（『鎌倉大草紙』）。
その後、成氏は鎌倉を放棄し、下総古河を本拠地としたので、これを古河公方と呼ぶ。享徳4年6月に古河鴻巣に屋形（古河公方館）を設け、長禄元年（1457年）10月には修復が終わった古河城に移った（『鎌倉大草紙』）。古河を新たな本拠とした理由は、下河辺荘等の広大な鎌倉公方御料所の拠点であり、経済的基盤となっていたこと、水上交通の要衝であったこと、古河公方を支持した武家・豪族の拠点に近かったことなどが挙げられている。古河公方側の武家・豪族の中でも、特に小山持政は成氏が後に兄と呼ぶ（兄弟の契盟）ほど強く信頼しており、同様に強固な支持基盤となった結城氏の存在とあわせて、近接する古河を本拠とする動機の1つになったと考えられる。今川軍の出発から鎌倉陥落まで3か月かかっていることから、成氏軍の抵抗も激しかったと想定されるが、鎌倉陥落後は積極的に奪還する動きは見せていないため、上杉軍や幕府軍に対抗するために古河に本拠地を移す構想が早くから存在していたとする説がある。
更に成氏の兄弟で勝長寿院門主であった成潤も自らが別当を兼務する日光山に対抗する姿勢を見せている。
一方で、成氏の弟で以前に鎌倉公方の候補にも挙げられていた雪下殿定尊は、鶴岡八幡宮の社僧らを率いて鎌倉から古河に近い下河辺荘高柳に逃れて、成氏を支援している。恐らく応仁年間に定尊が亡くなると、もう一人の弟である尊敒がその立場を引き継いで成氏のために活動している。
成氏は幕府に対して、これは上杉氏との抗争であり、幕府には反意がないことを主張したが、回答は得られなかった。京都では享徳4年7月に康正、康正3年9月には長禄と立て続けに改元されたものの、成氏は「享徳」を使用し続けて、幕府に抵抗する意思を示す。

### 成氏勢と上杉勢の対峙
上杉勢は、康正元年12月に下野天命・只木山の陣が崩壊し、康正2年（1456年）9月の武蔵岡部原合戦でも敗退したが、長禄3年（1459年）頃に五十子陣を整備し、さらに河越城（川越城）・岩付城（岩槻城）・江戸城などの攻守網を完成させた。
一方、成氏も古河城を中心として、直臣の簗田氏を関宿城、野田氏を栗橋城、一色氏を幸手城、佐々木氏を菖蒲城に置くなど攻守網を形成し、両者が拮抗するようになった。
長禄元年（1457年）12月、室町幕府は成氏に対抗するため、将軍義政の異母兄・政知を新たな鎌倉公方として、東下させた。だが、政知は鎌倉に入れず、伊豆堀越にとどまり、ここに御所をおいたので、堀越公方と呼ばれる。政知が伊豆に到着したのは、長禄2年（1458年）5月25日以降から8月13日までの間と考えられている。
以後、おもに下野・常陸・下総・上総・安房を勢力範囲とした古河公方・伝統的豪族勢力と、おもに上野・武蔵・相模・伊豆を勢力範囲とした幕府・堀越公方・関東管領山内上杉家・扇谷上杉家勢力とが、関東を東西に二分して戦い続ける。武蔵北部の太田荘周辺と、上野東部が主な戦場であった。

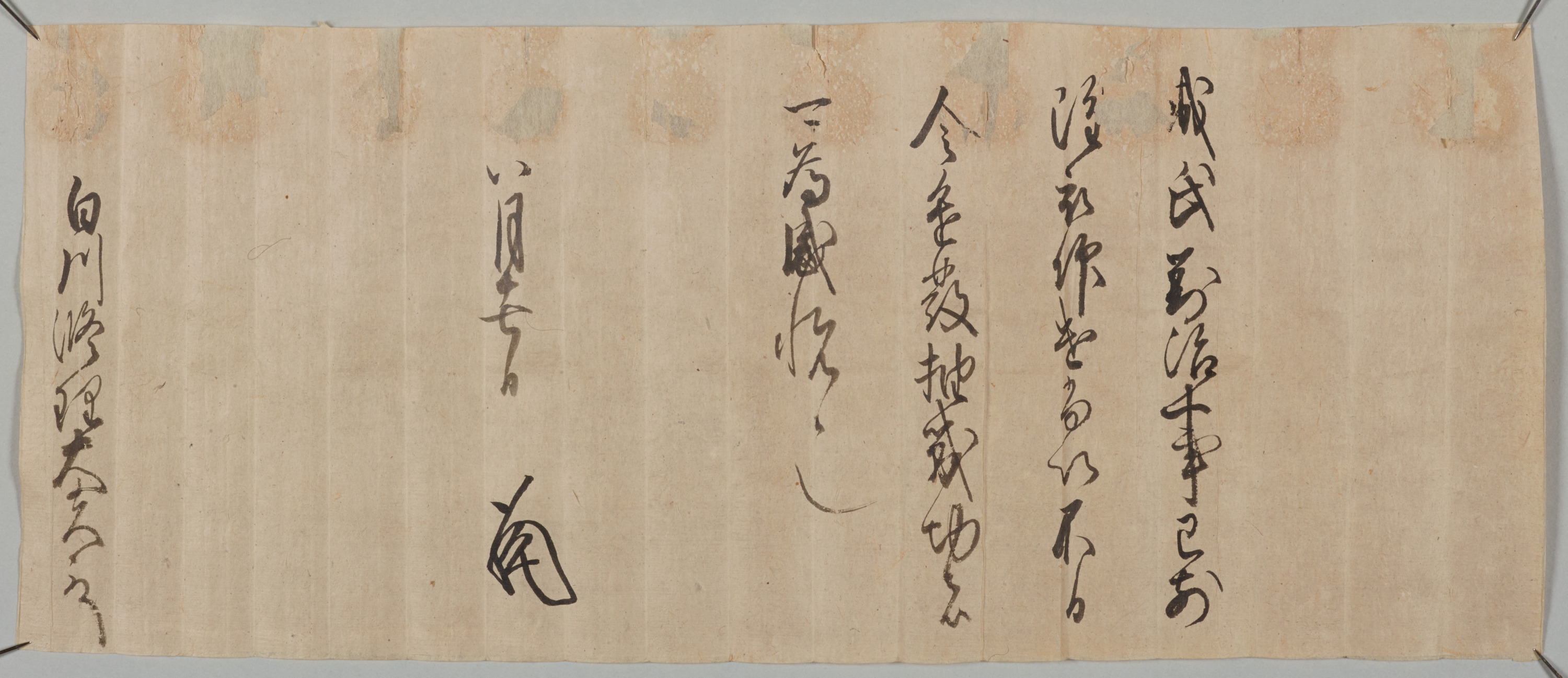
成氏追討を命じた足利義政御内書、宛先は白河顕朝（東京国立博物館蔵）

この間、幕府は五十子へ諸大名に命じて征討軍を派遣しようとしたが、斯波義敏は命令違反で追放され（長禄合戦）、結城直朝のいる奥羽では国人達が抗争を繰り返しており、今川範忠の駿河帰還等もあって編成は思う様に進まなかった。堀越公方の軍事力強化を図り、政知の執事・渋川義鏡の子・義廉に斯波氏を相続させるも、義鏡が扇谷上杉家と対立、失脚してしまいこちらも失敗した。
寛正6年（1465年）、幕府は今川義忠と武田信昌に関東出陣を命じたが、両者がこれに従ったかは不明。
やがて、京都では度重なるお家騒動を発端として諸大名が二派に分かれて戦い、応仁の乱が勃発、幕府は関東に軍勢を送れなくなってしまった。
成氏はこの状況を見て京都との和睦を図るが、東軍を率いる細川勝元との対立の経緯から西軍の勝利に期待して、足利義視をトップとする所謂「西幕府」を交渉相手に定めることになる。しかし、戦況が東軍優勢で進んだことでこの和睦構想は破綻し、却って東軍を支持した足利義政の怒りを買うことになった。

### 享徳の乱終結
文明3年（1471年）3月、成氏は小山氏・結城氏の軍勢と共に遠征して、伊豆の堀越公方を攻めたが、敗れて古河城に撤退した（『鎌倉大草紙』）。この遠征失敗の影響は大きかった。幕府の帰順命令に、小山氏・小田氏等の有力豪族が応じるようになったため、古河城も安全ではなくなり、5月に上杉勢の長尾景信が古河に向けた総攻撃を開始すると、千葉の千葉孝胤の元に退避した（『鎌倉大草紙』）。しかし上杉勢も古河城に入るだけの力がなく、文明4年には千葉孝胤、結城氏広、那須資実や弟の雪下殿尊敒の支援により、成氏は古河城に帰還し、後に小山氏も再び成氏方に戻った。
一方、文明8年（1476年）、山内上杉家では家宰の後継争いが原因となり、長尾景春の乱が発生した。文明9年（1477年）正月、長尾景春は武蔵鉢形城を拠点として上杉勢の五十子陣を攻撃し、これを破壊したため、対古河公方攻守網が崩れる。最終的に景春の反乱は扇谷上杉家家宰の太田道灌の活躍によって鎮圧されるが、上杉氏の動揺は大きかった。古河公方勢との戦いだけではなく、上杉家内部の対立や山内・扇谷両上杉氏間の対立が大きな問題となったのである。
文明10年（1478年）正月に成氏と上杉氏との和睦が成立（『松陰私語』）すると、長年難航していた幕府との和睦交渉も、前年に応仁の乱が終結したことや越後守護上杉房定が幕府管領細川政元との仲介に立つことで進展し、文明14年11月27日（1483年1月6日）に古河公方と幕府の和睦が成立した。これを都鄙和睦（または都鄙合体）と呼ぶ。この結果、堀越公方の足利政知は伊豆一国のみを支配することとなり、政治的には成氏の鎌倉公方の地位があらためて幕府に承認されたと考えられる。その一方で、成氏が鎌倉を放棄することも正式に決定したのである。
なお、都鄙和睦に対しては、長尾景春と千葉孝胤が強硬な反対論を唱えている。成氏にとって景春は自らを頼ってきた存在であり、孝胤は出頭として知られた存在であったが、和睦推進のために両者を切る判断を下し、文明10年に扇谷上杉家と連携し、太田道灌は7月に景春を、12月に孝胤を討伐している。その後も和睦反対論が成氏陣営内部では根強く、最終手続と言える成氏から房定への和睦への謝意の書状が送られたのは、文明15年6月になってからであった。

### 晩年
都鄙和睦によって、成氏は朝敵の汚名から解放され、嫡男の政氏の名前も前将軍・義政から一字を拝領した。成氏が用いた「享徳」年号も、享徳27年（文明10年）以降の記録はない。しかし、その後も古河公方と堀越公方の並立、山内・扇谷両上杉氏間の抗争（長享の乱）勃発など不安定な状態が続き、成氏が鎌倉に戻ることはなかった。
長享3年（1489年）の文書に政氏の証判が見られることから、この頃には家督を譲っていたとも考えられている。
成氏と連携していた太田道灌の殺害という事情があるにもかかわらず、成氏父子は長享の乱では扇谷上杉家を支援している。ところが、明応3年（1494年）7月頃に対立してきた山内上杉家との連携に踏み切っている。
明応5年（1496年）、上杉顕定の要請を受けて扇谷上杉家の河越城を攻撃しているが、その最中に体調を崩して、翌明応6年（1497年）の正月には古河に引き上げている。
明応6年9月晦日（30日）、成氏は死去した。64歳であったとされる。法名は「乾享院殿久山道昌」（『古河公方系図（続群書類従）』）。臨終の際、成氏は嫡子の政氏を呼び、「再び鎌倉に環住し、関八州を取り戻すことが孝行である。何にも勝る弔いになる。」と言い残したとされる（『鎌倉公方九代記』）。

## 関連作品

### 文学
江戸時代の曲亭馬琴（滝沢馬琴）による読本南総里見八犬伝に、滸河公方足利成氏（なりうじ）として登場する。八犬士たちの主君・里見義実は、もと結城合戦の落武者で、八犬士の一人犬塚信乃の父・犬塚番作は、結城落城ののち、足利春王、安王が京へ護送される際、美濃垂井の金蓮寺で討たれた際にそれを救おうとして果たさず、足利家に伝わる宝刀・村雨丸を預かり、のち信乃はこれを足利成氏に献上するべく古河（『八犬伝』では滸我）へ赴くが、ニセ刀とすり返られており、管領扇谷定正の密偵と疑われて逃れる。のち成氏は、両上杉と連合して里見軍と戦い敗れて捕えられ、信乃は成氏を滸我まで送っていき、途中で村雨丸を返し、成氏は信乃に謝罪する。

## 偏諱を与えた人物
（＊前述の通り、「成」の字は将軍足利義成（のちの義政）から賜ったものであり、「しげ」と読む。）
- 岩松成兼
- 宇都宮成綱 - 宇都宮正綱の長男。宇都宮氏の全盛期を築き、娘の瑞雲院を成氏の孫にあたる足利高基に正室として嫁がせるなど、古河公方との特別な関係を築いた。
- 小田成治
- 小山氏郷 - 小山持政の長男だが、父に先立ち早世している。
- 小山成長 - 小山氏の支流・山川氏の出身で、氏郷の早世により、持政の養子に迎えられる。
- 大森成頼 - 大森氏頼の弟・憲頼（のりより）の子。享徳の乱では父とともに成氏方につき、氏頼・実頼父子と対立した。
- 里見成義 - 実在が疑われている（詳細は当人の項目を参照）。
- 二階堂成行 - 二階堂氏。長禄年間（1457年 - 1461年頃）から成氏に仕える。
- 野田成朝
- 簗田成助
- 結城成朝
- 結城氏広 - 成朝の甥。

## 史跡めぐり
- 茨城県古河市とその周辺：
  - 古河公方館跡：　享徳4年（1455年）6月、鎌倉から移座した成氏により築かれ、長禄元年（1457年）10月に古河城の改修が終わるまで使用された。跡地は古河総合公園内。詳細は「古河公方館」参照。
  - 古河城跡：　成氏以降、歴代古河公方の御所。明治末に大規模な渡良瀬川の河川改修が始まり、現在は跡地の大半が堤防と河川敷に変わった。三国橋と新三国橋の中間付近・堤防上に「古河城本丸跡」と書かれた標柱が設置されている。渡良瀬川に面した立地条件は現在も当時のままである。詳細は「古河城」参照。
  - 永仙院跡：　もとは「乾享院」と称し、成氏開基の菩提寺であったが、のちに第4代古河公方・足利晴氏の菩提寺になり改称されたと考えられている。現在は、市内桜町にある跡地が市文化財（史跡）として整備され、歴代住持の墓や、公方家侍医・田代三喜の供養碑などがある。詳細は「永仙院」参照。
  - 長谷寺（長谷観音）：　成氏が古河城（御所）の鬼門除けとして、明応2年(1493年)、鎌倉から長谷観音を勧請したことが起源。現在は市内長谷町にある。詳細は「長谷寺」参照。ちなみに古河歴史博物館もここから近い。
  - 雀神社：　成氏ら歴代古河公方から崇敬された神社。長禄元年（1457年）に成氏が参拝し、「天下泰平国土安穏」を祈願したと伝えられている。現在は市内宮前町の渡良瀬川堤防隣に立地。詳細は「雀神社」参照。
  - 満福寺：　成氏により開かれた寺院。成氏の墓所がある。現在は野木町野渡にある。詳細は「満福寺」参照。
  - その他：　市内本町にある尊勝院、市内横山町にある神宮寺、市内牧野地にある鳳桐寺は、成氏に従って鎌倉から移転した。古河城から渡良瀬川対岸の加須市向古河にあった真光寺は、成氏が帰陣の際に休憩所としたことがあり、現在は跡地が残されている。市内本町（八幡町）の八幡神社、同じ市内本町（北新町）の八幡神社は、成氏が鎌倉の鶴岡八幡宮を勧請したものである。詳細は各項目の記事を参照。

## 画像集

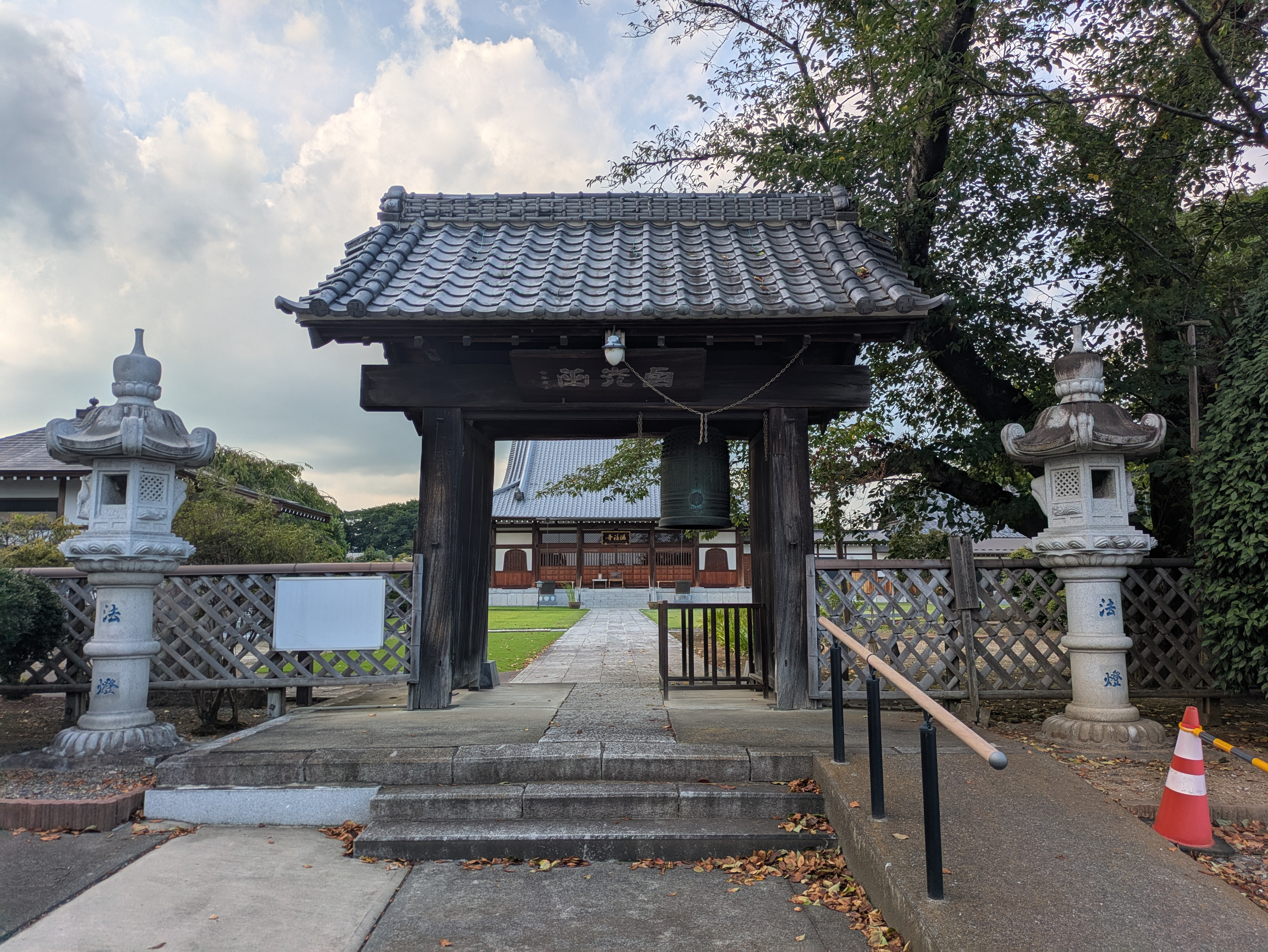
満福寺山門（野木町）（栃木県下都賀郡野木町野渡706）
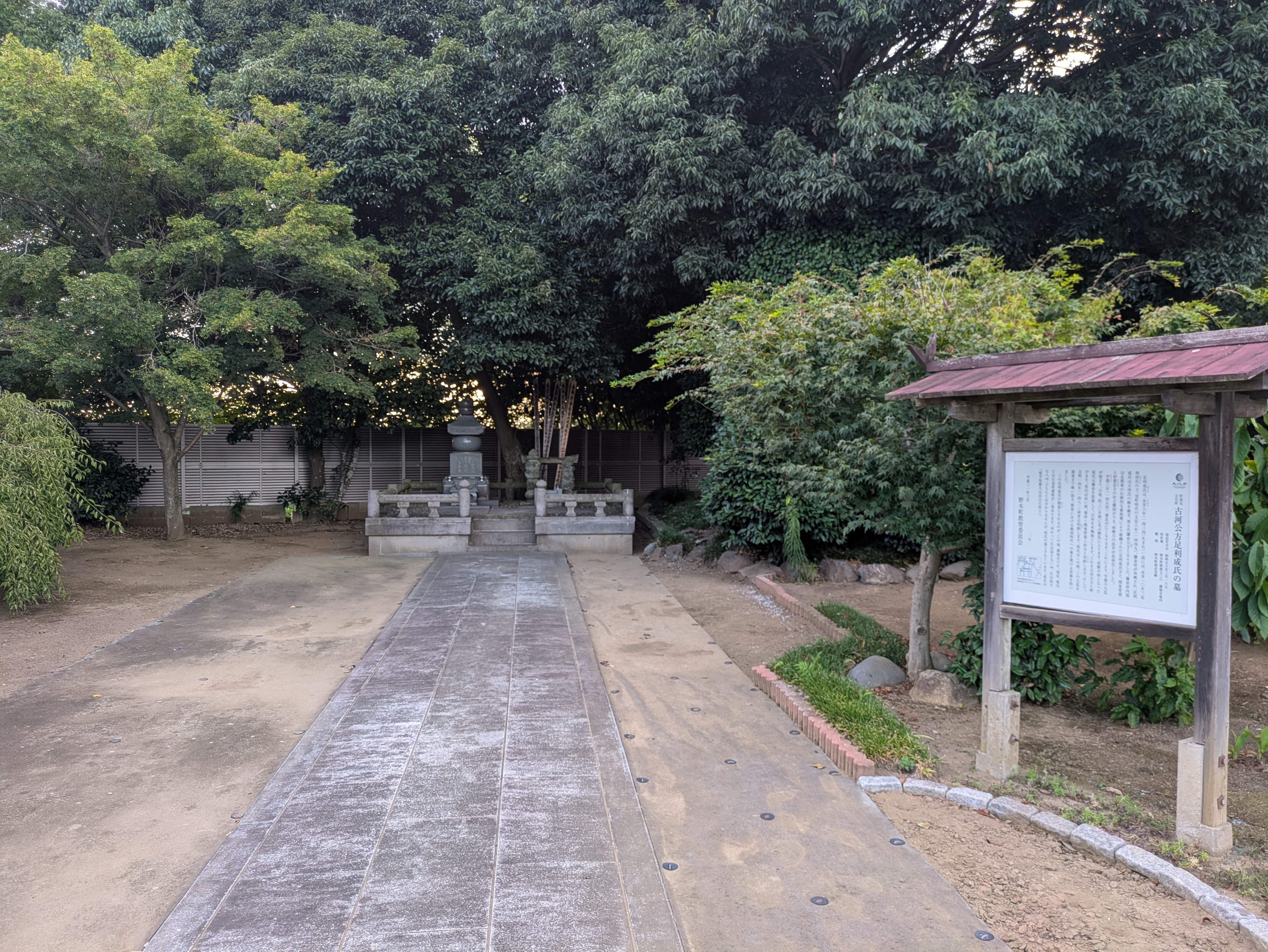
古河公方足利成氏の墓＋説明板（満福寺本堂向って左奥）
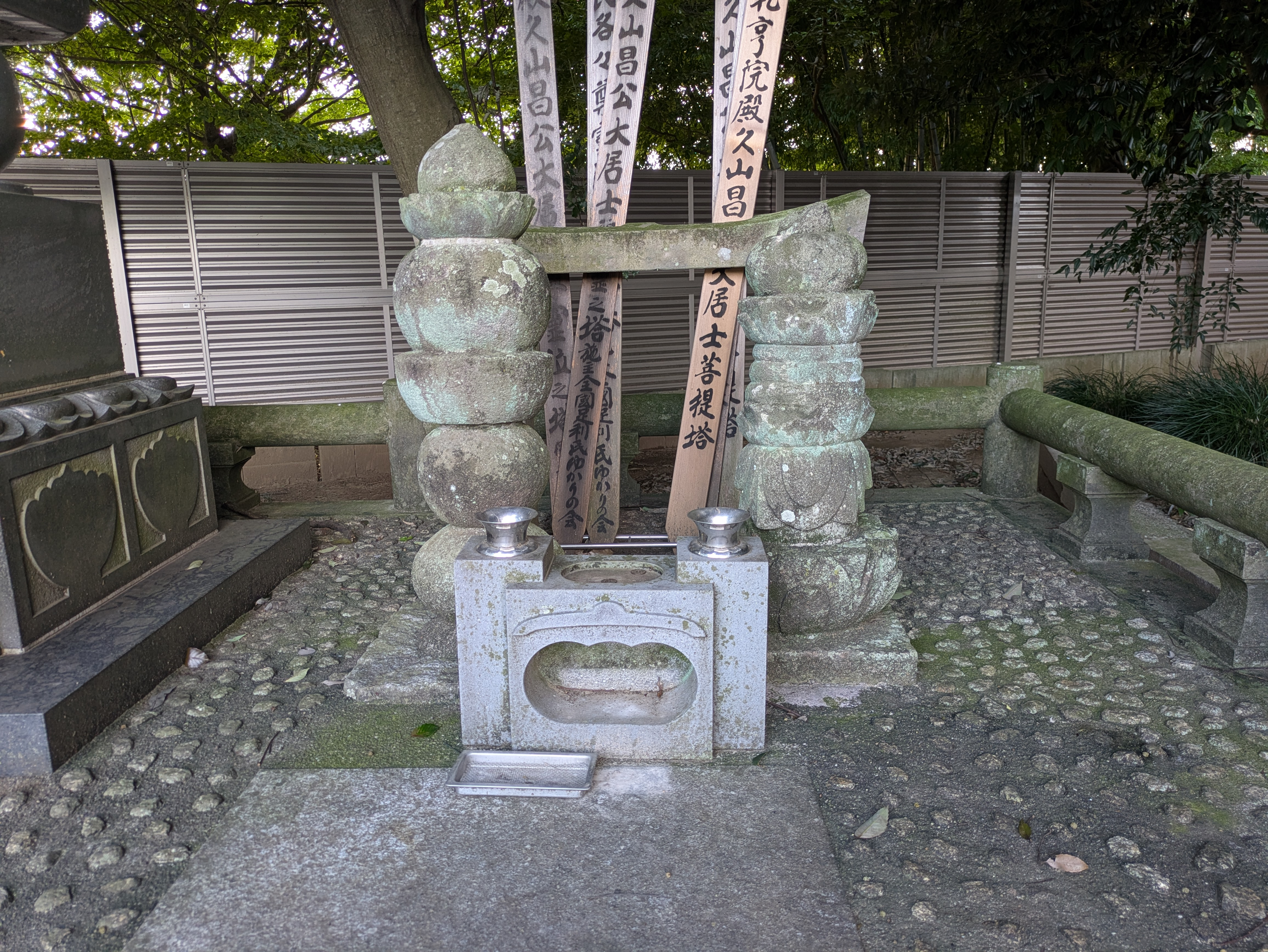
古河公方足利成氏の墓詳細（説明板に拠ると何方かが成氏の墓）